# The Absence
The Absence ist eine US-amerikanische Thrash- und Melodic-Death-Metal-Band aus Tampa, Florida, die im Jahr 2002 gegründet wurde.

## Geschichte
Die Band wurde im Frühling 2001 von Gitarrist Patrick Pintavalle und Sänger Jamie Stewart gegründet. Zusammen entwickelten sie einige Lieder und bereiteten sich im Jahr 2002 auf die ersten Live-Konzerte vor. Im Herbst eröffnete die Gruppe ein Konzert in Atlanta für Mastodon. Im Frühling 2003 kamen Gitarrist Peter Joseph und Schlagzeuger Jeramie Kling zur Band. Zusammen entwickelten sie neue Lieder und erreichten im Februar 2005 einen Vertrag mit Metal Blade Records. Im selben Jahr veröffentlichte die Band ihr Debütalbum From Your Grave bei diesem Label. In den nächsten zwei Jahren ging die Band auf Tour. 2006 tourte die Band mit Gruppen wie Dead to Fall, Ion Dissonance, Vader, Kataklysm, Grave, Nuclear Assault, Destruction, Through the Eyes of the Dead, Entombed, Dismember und Vivisect. Im Februar und März 2007 ging die Band mit Produzent Jonas Kjellgren (Scar Symmetry, Carnal Forge) in die Mana Studios und das Album Riders of the Plague erschien noch im selben Jahr. Auf dem Album war Jonas Kjellgren als Gastsänger und -gitarrist zu hören, Scar-Symmetry-Gitarrist Per Nillson, Santiago Dobles (E-Gitarre, Banjo) und James Murphy waren ebenfalls zu hören. Jonas Granvik (Without Grief, Edge of Sanity) hatte ebenfalls einige Gastauftritte als Sänger. Auf dem Album war zudem eine Coverversion von Testaments Into the Pit enthalten. Im Sommer folgte eine Tour mit Unmerciful, Sons of Azrael und Vital Remains. Außerdem trat die Band als Eröffnungsband im September und Oktober 2007 für Metal Blade Records’ Tour zum 25-jährigen Bestehen auf, zusammen mit Cannibal Corpse, The Black Dahlia Murder, The Red Chord und Goatwhore. Anfang 2008 kam Justin Reynolds als neuer Schlagzeuger zur Band.
Im Jahr 2010 erschien das Album Enemy Unbound bei Metal Blade Records.

## Stil
Die Band spielt Melodic Death Metal mit starken Thrash-Metal-Einflüssen. Die Musik wird dabei mit Gruppen wie Arch Enemy, Soilwork, In Flames und Dimension Zero verglichen.

## Diskografie
- 2004: The Absence (EP, Eigenveröffentlichung)
- 2005: From Your Grave (Album, Metal Blade Records)
- 2007: Riders of the Plague (Album, Metal Blade Records)
- 2010: Enemy Unbound (Album, Metal Blade Records)
- 2018: A Gift for the Obsessed (Album, M-Theory Audio)